# Jan Biegański (wojskowy)
Jan Biegański (ur. 16 grudnia 1896 w Wilkowie Polskim,  zm. 23 lipca 1973 w Bruszczewie) – sierżant Wojska Polskiego, powstaniec wielkopolski i uczestnik wojny polsko-bolszewickiej, kawaler Orderu Virtuti Militari.

## Życiorys
Urodził się w rodzinie rolników Franciszka i Agnieszki z domu Kaminiarz.
W 1915 r. powołany został do armii niemieckiej. Służył na froncie zachodnim, walczył m.in. w bitwie pod Verdun, gdzie został ranny w nogę. Armię niemiecka opuścił w stopniu kaprala. Po zakończeniu wojny wrócił do rodzinnego Wilkowa Polskiego. Brał udział w powstaniu wielkopolskim, m.in. w walkach pod Wolsztynem, Kopanicą i Kargową, gdzie został ciężko ranny. W marcu 1920 udał się na front bolszewicki. Uczestniczył m.in. w Bitwie nad Berezyną. Za męstwo na polu walki odznaczony został Krzyżem Srebrnym Orderu Virtuti Militari nr 997 oraz awansowany najpierw do stopnia plutonowego, a potem sierżanta. W 1923 przeniesiony został do rezerwy i zamieszkał w Bruszczewie. W czasie II wojny światowej wysiedlony został z rodziną do Generalnego Gubernatorstwa. Po zakończeniu wojny wrócił do Bruszczewa, gdzie do końca życia prowadził gospodarstwo rolne.

## Rodzina
7 listopada 1922 zawarł związek małżeński z Marianną z d. Sadowską. Miał sześcioro dzieci: Mieczysław (ur. 1924), Franciszek (ur./zm. 1923), Cecylia (ur. 1923), Alojzy (ur. 1926), Franciszek (ur. 1928) i Czesław (ur. 1929).